# Bunny Austin
Henry Wilfred «Bunny» Austin (Londres, 26 de agosto de 1906-Coulsdon, 26 de agosto de 2000) fue un tenista inglés. Durante 74 años fue el último británico en llegar a la final de individuales masculinos en Wimbledon, hasta que Andy Murray lo hizo en 2012. También fue finalista en el Campeonato de Francia de 1937 y campeón en el Queen's Club. Junto con Fred Perry, fue una parte vital del equipo británico que ganó la Copa Davis en tres años consecutivos (1933-35). También se le recuerda como el primer jugador de tenis en usar pantalones cortos.

## Primeros años y educación
Hijo del corredor de bolsa Wilfred Austin y su esposa Kate, Austin creció en South Norwood, Londres. Austin concluyó que el apodo «Bunny», que le pusieron sus amigos de la escuela, venía de la tira cómica del Daily Mirror, Pip, Squeak and Wilfred (Wilfred era un conejo, o bunny). Animado por su padre, que estaba decidido a que se convirtiera en deportista, se unió al Norhurst Tennis Club a los seis años. Austin fue educado en la Repton School y estudió historia en el Pembroke College de Cambridge.

## Carrera de tenis
Mientras aún era estudiante de pregrado en la Universidad de Cambridge, llegó a las semifinales de dobles masculinos en Wimbledon en 1926. En 1931, A. Wallis Myers del The Daily Telegraph clasificó a Austin como el número 2 del mundo. En su primera final de individuales masculinos en Wimbledon en 1932, fue derrotado por Ellsworth Vines de los Estados Unidos en tres sets.
En 1932 decidió que la vestimenta tradicional de tenis, los pantalones de cricket, le pesaban demasiado. Compró un par de pantalones cortos para usar en Forest Hills y posteriormente se convirtió en el primer jugador en usarlos en Wimbledon.
Austin llegó a los cuartos de final o más en Wimbledon 10 veces. En Wimbledon 1932, Austin venció a Frank Shields y Jiro Satoh antes de perder la final en sets corridos contra Ellsworth Vines. En el campeonato de Francia de 1937, Austin venció a Yvon Petra antes de perder contra Henner Henkel en la final. En Wimbledon 1938, Austin venció a Henkel pero ganó solo cuatro juegos en la final contra Don Budge, quien estaba en su mejor forma y ganó el Grand Slam. Sería el último británico en llegar a la final de Wimbledon hasta Andy Murray en 2012. En Wimbledon 1939, Austin fue el primer sembrado, pero perdió temprano. Fue su última aparición en Wimbledon.
En los años 1933-1936, él y Fred Perry ayudaron a ganar la Copa Davis para Gran Bretaña.
Austin también popularizó el diseño moderno de raquetas de tenis al usar y respaldar la 'Streamline', una raqueta inventada por F.W. (Frank Wordsworth) Donisthorpe (patentada en Gran Bretaña en 1934) con un eje que se divide en tres segmentos, permitiendo un movimiento aerodinámico. El diseño fue fabricado por Hazells y en ese momento fue ridiculizado en la prensa por parecer una raqueta de nieve. Después de la jubilación de Austin, el diseño fue prácticamente olvidado hasta la reintroducción del eje dividido a finales de la década de 1960.

## Personal
Se casó con la actriz Phyllis Konstam en 1931, después de conocerla en 1929 en un transatlántico mientras viajaba para el US Open, y juntos fueron una de las parejas célebres de la época. Austin jugó al tenis con Charlie Chaplin, y con Rambhai Barni, la reina de Tailandia. (Se encontró gritando "¡Corra, majestad, corra!" cuando jugaban dobles). fue amigo de Daphne du Maurier, Ronald Colman y Harold Lloyd, y Miguel I de Rumania, conoció tanto a la María de Teck como al Presidente Franklin Delano Roosevelt.

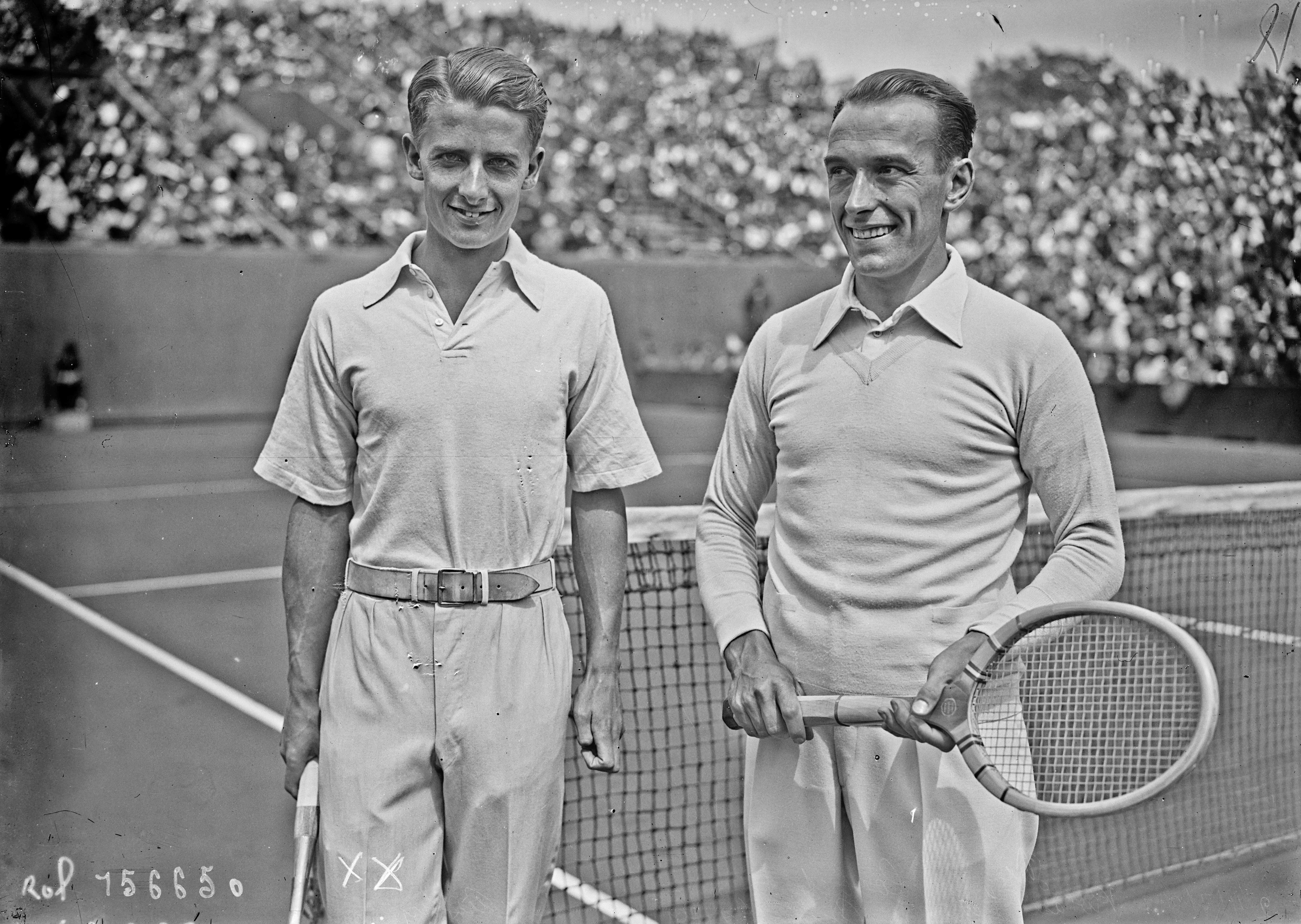
Bunny Austin y Henri Cochet, Copa Davis en 1931.

En 1933, preocupado por las crecientes amenazas de una renovación de la guerra en Europa y en otras partes, Austin se involucró en el Oxford Group, más tarde Moral Re-Armament, hablando en plataformas públicas y escribiendo artículos de prensa. Él y Fred Perry fueron los únicos jugadores en alzar su voz, en una carta a The Times, contra la prohibición nazi de que los judíos se unieran al equipo alemán para la Copa Davis. Según el amigo de Austin, Peter Ustinov, Austin fue "desgraciadamente ostracizado por el All-England Club porque era un objetor de conciencia". De hecho, poco después de la declaración británica de la Segunda Guerra Mundial, antes de que surgiera la cuestión de si podría registrarse como objetor, aceptó una invitación de Frank Buchman, fundador del Oxford Group, para una gira de conferencias por los EE. UU., y fue, con la aparente aprobación del gobierno británico. En 1943, con la extensión del reclutamiento en EE. UU. a ciudadanos aliados residentes, fue reclutado en la Fuerza Aérea del Ejército de EE. UU., pero un diagnóstico del Síndrome de Gilbert (mal funcionamiento periódico del hígado) le impidió el servicio de combate, y fue dado de baja en 1945. El síndrome explicó su fatiga ocasional y repentina en la cancha.

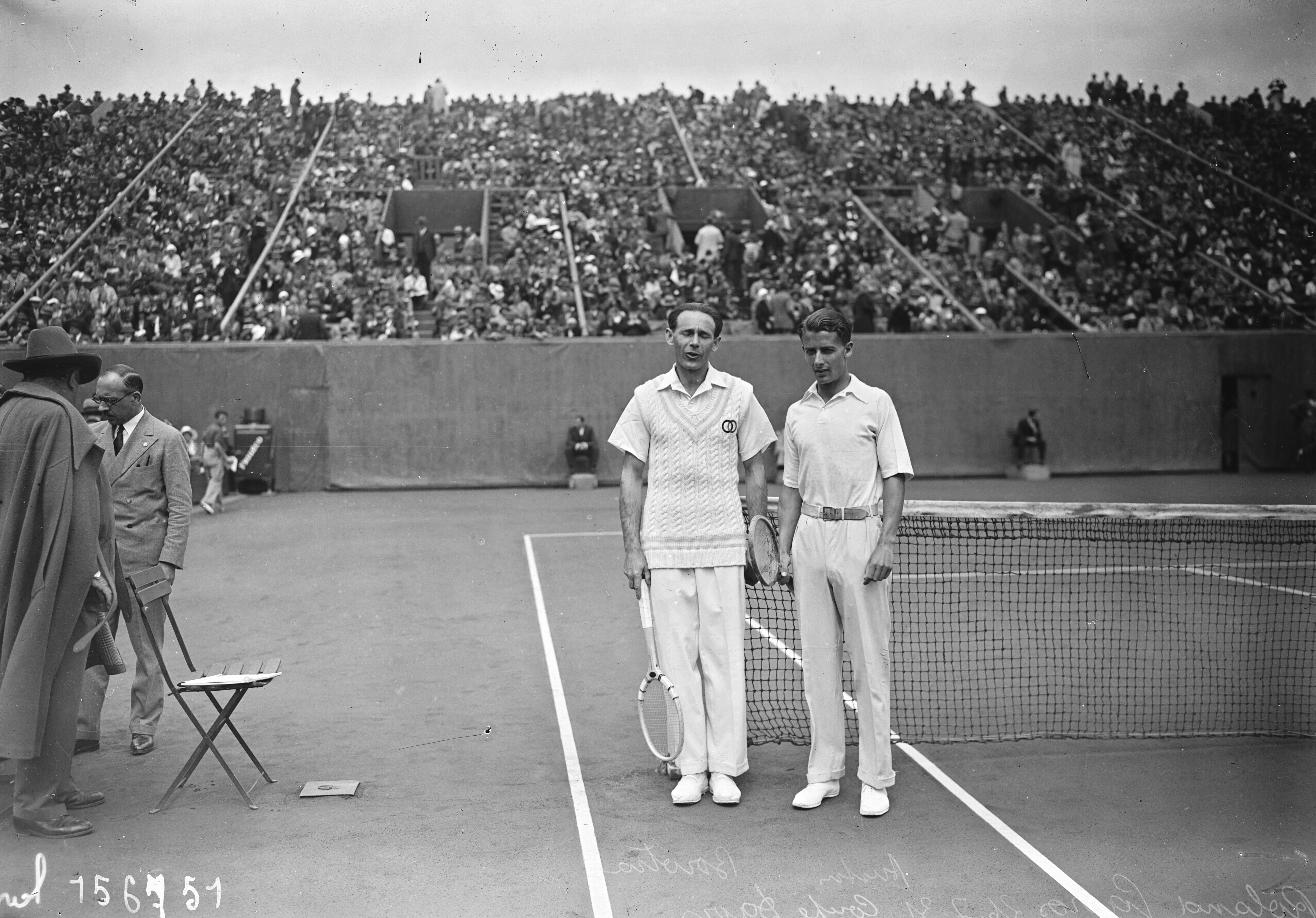
Bunny Austin y Jean Borotra en 1931.

Cuando regresó a Gran Bretaña en 1961, un miembro votante del Comité de Membresía del All-England Club, que había sido removido del equipo de tenis de Cambridge durante la capitanía de Austin, usó el supuesto proselitismo de Austin para el Oxford Group como excusa para negarle la readmisión en el All-England Club después de un lapso en el pago de cuotas. Su membresía en el club fue restaurada en 1984, el año en que murió el miembro obstructivo.La autobiografía de Austin, escrita con su esposa, "A Mixed Double", fue publicada en 1969.Después de una grave caída en 1995, Austin se mudó a un hogar de ancianos en Coulsdon, Londres. En el verano de 2000, realizó una aparición en silla de ruedas en la pista central para el desfile de campeones junto a otros ex campeones, siendo ovacionado y convirtiéndose en uno de los momentos más emotivos de la edición de 2000.
Murió en 2000 en su 94 cumpleaños.  Su tumba está en el cementerio de la iglesia del pueblo de Stoke St Gregory en Somerset. Justo 56 días antes de su muerte, Austin se unió a otros campeones y finalistas anteriores de Wimbledon en la cancha central de Wimbledon para un desfile de campeones previo al milenio.Austin fue incluido en el Salón de la Fama del Tenis Internacional en Newport, Rhode Island, en 1997.En octubre de 2012 se publicó una novela biográfica sobre Austin, escrita por Gregory Wilkin, titulada "The Rabbit's Suffering Changes: Based on the True Story of Bunny Austin, the Last British Man—Until Murray—to Play in the Finals of Wimbledon".Con 175,26 cm de altura y 132 libras de peso, Austin era delgado, rápido y elegante. Sus golpes fluidos lo ayudaron a ubicarse entre los 10 mejores del mundo durante 11 años consecutivos, a partir de 1928. Ocupó el segundo lugar en el mundo en 1931 y 1938. En los torneos más importantes, fue subcampeón en Wimbledon en 1932 y 1938 y en el campeonato de Francia en 1938. Su hermana Joan Austin también fue jugadora de tenis.

## Finales de Grand Slam

### Individuales (Tres subcampeonatos)
| Resultado | Año  | Campeonato              | Superficie | Oponente        | Marcador      |
| --------- | ---- | ----------------------- | ---------- | --------------- | ------------- |
| Derrota   | 1932 | Wimbledon Championships | Césped     | Ellsworth Vines | 4–6, 2–6, 0–6 |
| Derrota   | 1937 | French Championships    | Arcilla    | Henner Henkel   | 1–6, 4–6, 3–6 |
| Derrota   | 1938 | Wimbledon Championships | Césped     | Don Budge       | 1–6, 0–6, 3–6 |

### Dobles mixtos (3 subcampeonatos)
| Resultado | Año  | Campeonato                                 | Superficie | Compañero               | Oponentes                     | Marcador      |
| --------- | ---- | ------------------------------------------ | ---------- | ----------------------- | ----------------------------- | ------------- |
| Derrota   | 1929 | Campeonato nacional de Estados Unidos 1929 | Césped     | Phyllis Covell          | Betty Nuthall George Lott     | 3–6, 3–6      |
| Derrota   | 1931 | Torneo de Roland Garros 1931               | Arcilla    | Dorothy Shepherd-Barron | Betty Nuthall Patrick Spence  | 3–6, 7–5, 3–6 |
| Derrota   | 1934 | Campeonato de Wimbledon 1934               | Césped     | Dorothy Shepherd-Barron | Dorothy Round Tatsuyoshi Miki | 6–3, 4–6, 0–6 |